# Namco Museum Battle Collection
Namco Museum Battle Collection este o colecție a celor mai cunoscute jocuri video vechi anii 80 Namco pentru PlayStation Portable. Colecția a fost calificată în câteva liste Greatest Hits pentru PSP.
De asemeni, Namco Museum Battle Collection conține și "aranjamente" pentru jocurile Dig Dug, Pac-Man,Galaga și New Rally-X.

## Jocuri
- Pac-Man (1980)
- Ms. Pac-Man (1982)
- Galaxian (1979)
- Galaga (1981)
- King & Balloon (1980)
- Rally-X (1980)
- New Rally-X (1981)
- Dig Dug (1982)
- Dig Dug II (1984)
- Bosconian (1982)
- Xevious (1982)
- Mappy (1984)
- The Tower Of Druaga (1984)
- Dragon Buster (1985)
- Grobda (1984)
- Motos (1985)
- Rolling Thunder (1986)